# 올스테이트
올스테이트(Allstate)은 미국 일리노이주에 본사를 두고 있는 보험 회사이다. 1931년 시어스, 로벅의 일부로 설립된 이 회사는 1993년에 분사되었지만 1995년 6월 완전히 독립 회사가 될 때까지 시어스가 부분적으로 소유했다. 이 회사는 또한 캐나다에서 개인 보험 사업을 운영하고 있다.
올스테이트는 대기업이며, 2018년 수익이 398억 달러에 달해 총 수익 기준으로 2019년 포춘 500대 미국 최대 기업 목록에서 79위를 차지했다. 1950년부터 사용된 장기 광고 캠페인은 "안심해도 됩니까?"(Are you in good hands?)라고 묻고, 눈에 띄는 로고는 한 쌍의 거대한 인간 손에 보호를 받고 있는 교외 스타일의 주거지를 묘사한다.

## 같이 보기
- 올스테이트 아레나